# Prevalens
Prevalens, av latinets praevalens - överlägsenhet, dominans, är en epidemiologisk term som anger den andel individer i en population som har en given sjukdom eller ett givet tillstånd. Man skiljer mellan prevalensen vid en viss tidpunkt, punktprevalens, prevalensen under en period, periodprevalens eller under en livstid, livstidsprevalens.
Prevalensen beräknas så här:
{\displaystyle {\rm {{Prevalens}={\frac {a}{a+b}}}}}
där a är antalet individer med ett tillstånd och b antalet individer utan tillståndet vid ett visst tillfälle. Prevalensen kan också skrivas
{\displaystyle {\rm {{Prevalens}={\frac {a}{n}}}}}
där a är antalet individer med ett tillstånd och n totala antalet individer i populationen. Matematiskt är prevalensen en proportion som anger vilken del av helheten som har en viss egenskap. I nämnaren (a+b) ingår därför enbart de personer som skulle kunna ha egenskapen. Om man till exempel mäter prevalensen av livmoderhalscancer ingår enbart kvinnor i nämnaren.

## Exempel
På en högstadieskola finns 320 elever. 16 av dessa är sjuka i influensa en viss dag. Prevalensen för influensa på skolan är alltså
{\displaystyle {\rm {{Prevalens}={\frac {16}{320}}=0,\!05=5\,\%}}}
Begreppet livstidsprevalens används då man avser andelen ur en population som någon gång under sin livstid får en viss sjukdom. Livstidsprevalensen är alltså egentligen ett incidensmått.